# Strada Soarelui
Strada Soarelui este situată în centrul istoric al municipiului București, în sectorul 3.  

## Descriere
Strada este orientată de la nord spre sud, se desfășoară pe o lungime de 60 de metri de la strada Covaci și se închide în spatele muzeului Curtea Veche.